# Dévoluy
Dévoluy ou Le Dévoluy, como é conhecida localmente, é uma comuna francesa na região administrativa da Provença-Alpes-Costa Azul, no departamento dos Altos Alpes. Estende-se por uma área de 186.37 km². Em 2010 a comuna tinha 968 habitantes (densidade: 5,2 hab./km²).
Foi criada em 1 de janeiro de 2013, a partir da fusão das antigas comunas de Agnières-en-Dévoluy, La Cluse, Saint-Disdier, e Saint-Étienne-en-Dévoluy..